# CQCQ
「CQCQ」（シーキュー・シーキュー）は、日本のロックバンド「神様、僕は気づいてしまった」の楽曲。メジャーデビューシングルとして2017年5月31日にAtlantic Japanより発売された。

## 背景
2017年3月6日、同年5月31日にデビューシングルをAtlantic Japanより発売することが発表された。3月15日、いくえみ綾の漫画作品を原作とするTBS系の連続ドラマ『あなたのことはそれほど』の主題歌として書き下ろした「CQCQ」でメジャーデビューすることが発表された。同ドラマプロデューサーの佐藤敦司は抜擢理由について、初めて彼らの歌声を聴いたときに感じた強烈なインパクトと凄み、一度聴いたら忘れられないメロディを挙げている。『あなたのことはそれほど』は既婚者同士の恋愛がもたらす大人の歪なラブストーリーであり、予測不可能な恋愛を疾走感あふれる感情でストレートに表現してもらえると確信し彼らに依頼した。また、バンド選びに過程では、若手のクリエイターを発掘してきたドラマ編成の磯山プロデューサーもボーカルのどこのだれかの声の個性に圧倒され太鼓判を押し、異例の大抜擢に至った。

## 批評家の反応
「ロッキング・オン」の小池宏和は、鮮烈に突き抜けていく彼らのロックは、心の闇の中を遮二無二進んで行くためのルールとして鳴り、歌われており、今作も「安っぽい救済や希望をあっさりと蹴散らしてしまうのである。」と評価した。

## チャート成績
Billboard Japan Hot 100では2017年5月31日付けで初登場40位。6月12日付けで最高5位を記録。オリコンチャートでは2017年6月12日付けで初登場10位。

## ミュージック・ビデオ
ミュージック・ビデオの監督は、過去に神様、僕は気づいてしまったの楽曲「だから僕は不幸に縋っていました」を手掛けたZUMIが担当した。ビデオは2017年5月9日にYouTubeで公開された。初回限定盤に収録されるDVDにはミュージック・ビデオとメイキングが収録されているが、ミュージック・ビデオはYouTube公開版とは内容が異なっており、『あなたのことはそれほど』で主演を務めている女優の波瑠がカメオ出演している。

## 収録曲
| 全作詞・作曲: 東野へいと。 |                          |            |            |      |
| #                          | タイトル                 | 作詞       | 作曲・編曲 | 時間 |
| 1.                         | 「CQCQ」                 | 東野へいと | 東野へいと | 3:41 |
| 2.                         | 「オストリッチ厭離穢土」 | 東野へいと | 東野へいと | 3:17 |
| 3.                         | 「週刊アンソロポロジー」 | 東野へいと | 東野へいと | 3:15 |
| 合計時間:                  | 合計時間:                | 10:13      |            |      |

| #  | タイトル           | 作詞 | 作曲・編曲 |
| -- | ------------------ | ---- | ---------- |
| 1. | 「CQCQ」(MV)       |      |            |
| 2. | 「Making of CQCQ」 |      |            |

## カバー
- Morfonica［倉田ましろ（進藤あまね）］ - 2021年1月4日にゲーム『バンドリ! ガールズバンドパーティ!』に追加収録[11]。同年11月10日発売のアルバム『バンドリ！ ガールズバンドパーティ！ カバーコレクション Vol.6』でCD初収録[12]。
- まふまふ - 2024年12月25日発売のアルバム『世会色ユニバース』初回限定盤Aに-Band Arrange ver.-として収録。GuitarにNeru、Bassにキタニタツヤ、Drumsに新保惠大が参加。